# Gustav-Weidanz-Preis für Plastik
Der Gustav-Weidanz-Preis für Plastik wird seit 1975 von der Gustav-Weidanz-Stiftung an der Burg Giebichenstein Kunsthochschule Halle turnusmäßig verliehen. Er wird entsprechend der testamentarischen Verfügung des halleschen Bildhauers und langjährig an der Kunsthochschule tätigen Hochschullehrers Gustav Weidanz (1889–1970) vergeben.
Gefördert werden junge Bildhauer, die nicht älter als 35 Jahre sind und ihren Wohnsitz in Deutschland haben. Die Auszeichnung beinhaltet ein Preisgeld von 2.500 Euro und eine Ausstellung im Kunstmuseum Moritzburg Halle (Saale). Weiterhin erhalten die Preisträger die Möglichkeit, eine Arbeit in der Kunstgießerei Strassacker in Süßen zu realisieren.
Der Preis wird vom Kuratorium der Gustav-Weidanz-Stiftung vergeben, das aus Mitgliedern des Rektorats, den Professoren für Bildhauerei der Burg Giebichenstein Kunsthochschule Halle sowie dem Direktor des Kunstmuseums Moritzburg Halle (Saale) besteht. Jährlich steigen die Bewerberzahlen weiter an. 2019 wurde die Auszeichnung zum 20. Mal vergeben, auf die sich über 100 Künstler bewarben.

## Preisträger
Zu den Künstlern, die den Gustav-Weidanz Preis für Plastik erhalten haben, gehören:
- 1975: Emerita Pansowová, Bernd Göbel
- 1976: Johannes Baumgärtner
- 1977: Horst Brühmann, Dietmar Lenz
- 1978: Sonja Eschefeld, Wolfgang Dreysse
- 1979: Sabina Grzimek
- 1980: Reinhard Jacob, Christoph Reichenbach
- 1983: Uwe Kracht, Robert Metzkes
- 1985: Reinhard Buch
- 1989: Michael Mohns
- 1992: Michael Weihe
- 1994: Bärbel Dieckmann
- 1996: Bruno Raetsch
- 1998: Susanne Ring, Carl Constantin Weber
- 2002: Janusz Janczy
- 2004: Anna-Kavata Mbiti
- 2006: Sarah Esser, Anne Kückelhaus
- 2008: Sina Heffner
- 2012: Anne Caroline Zwinzscher
- 2016: Lisa Seebach
- 2019: Hannah Schneider
- 2021: Willy Schulz

## Geschichte
Gustav Weidanz war ein deutscher Bildhauer, Medailleur und Hochschullehrer. Er gehörte zu den Mitbegründern der unter dem Namen der „Burg“ bekannt gewordenen halleschen Kunstschule. Er war die zweite Lehrkraft, die der Direktor Paul Thiersch (1879–1928) 1915 zum Aufbau einer Bildhauerklasse an die Handwerker- und Kunstgewerbeschule Halle berief, um eine Kunstschule neuer Art zu entwickeln. 1920 wurde Weidanz zum Professor ernannt. Bis ein Jahr nach seiner Emeritierung 1958 war er an der Kunsthochschule tätig.
In seinem Testament vom 1. Mai 1964 setzte Gustav Weidanz die Burg Giebichenstein Kunsthochschule Halle zu seiner Erbin ein. Die Förderung junger Bildhauer in der Deutschen Demokratischen Republik (DDR) sollte der Zweck der Stiftung sein. Er sollte durch die Verleihung eines Preises an Bildhauer erfüllt werden, die das 30. Lebensjahr noch nicht überschritten und ihren ständigen Wohnsitz in der Deutschen Demokratischen Republik hatten. Nach der Wiedervereinigung wurde der Geltungsbereich der Auszeichnung auf die gesamte Bundesrepublik ausgeweitet.